# 종성 (시인)
종성(鍾惺, 1574년 ~ 1625년)은 중국 명말의 문인이다. 자는 백경(伯敬), 호는 퇴곡(退谷). 후베이(湖北) 경릉(竟陵) 사람. 만력 38년(1610)의 진사. 공안파에 이어 고문사파 매도(罵倒)에 힘썼고 동향인 담원춘(譚元春)과 함께 '경릉파'라고 불리었다. 같이 '성령'을 주창했으나 그것을 보다 많이 고전 속에서 찾으며, 고인(古人)의 시선집 <시귀(詩歸)>를 엮어 그 가운데 이를 제시했다. 작풍은 공안파의 가벼움을 지양하고 심각한 표현을 기했는데, 현실과 유리된 난해·괴상한 자구를 나열한 형식주의에 빠졌다.